# Katsuya Hirao
Katsuya Hirao est un judoka japonais. 
Il est vice-champion du monde de judo en catégorie des moins de 80 kg en 1969 à Mexico.